# Merizocera
Genre
Merizocera est un genre d'araignées aranéomorphes de la famille des Psilodercidae.

## Distribution
Les espèces de ce genre se rencontrent en Asie du Sud-Est, en Asie du Sud et en Chine.

## Liste des espèces
Selon World Spider Catalog (version 21.5, 26/08/2020) :
- Merizocera baoshan Li, 2020
- Merizocera betong Li, 2020
- Merizocera brincki Brignoli, 1975
- Merizocera colombo Li, 2020
- Merizocera crinita (Fage, 1929)
- Merizocera cruciata (Simon, 1893)
- Merizocera galle Li, 2020
- Merizocera hponkanrazi Li, 2020
- Merizocera kachin Li, 2020
- Merizocera kandy Li, 2020
- Merizocera krabi Li, 2020
- Merizocera kurunegala Li, 2020
- Merizocera lincang Li, 2020
- Merizocera mainling Li, 2020
- Merizocera mandai Li, 2020
- Merizocera nyingchi Li, 2020
- Merizocera oryzae Brignoli, 1975
- Merizocera peraderiya Li, 2020
- Merizocera phuket Li, 2020
- Merizocera picturata (Simon, 1893)
- Merizocera putao Li, 2020
- Merizocera pygmaea Deeleman-Reinhold, 1995
- Merizocera ranong Li, 2020
- Merizocera ratnapura Li, 2020
- Merizocera salawa Li, 2020
- Merizocera stellata (Simon, 1905)
- Merizocera tak Li, 2020
- Merizocera tanintharyi Li, 2020
- Merizocera tengchong Li, 2020
- Merizocera thenna Li, 2020
- Merizocera uva Li, 2020
- Merizocera wenshan Li, 2020
- Merizocera wui Li, 2020
- Merizocera yala Li, 2020
- Merizocera yuxi Li, 2020

## Publication originale
- Fage, 1912 : « Études sur les araignées cavernicoles. I. Révision des Ochyroceratidae (n. fam.). Biospelogica, XXV. » Archives de zoologie expérimentale et générale, vol. 5, no 10, p. 97-162 (texte intégral).